# Presidenti della Generalitat Valenciana
Il Presidente della Comunità Valenciana è il presidente della Generalitat Valenciana e del Consell Executiu (Consiglio di governo). L'attuale presidente della Generalitat è Carlos Mazón.

## Elenco
| Immagine | Presidente (nascita-morte)   | Mandato                                   | Partito   |
| -------- | ---------------------------- | ----------------------------------------- | --------- |
|          | José Luis Albiñana (1943)    | 11 aprile 1978 – 22 dicembre 1979         | PSPV-PSOE |
|          | Enrique Monsonís (1931-2011) | 22 dicembre 1979 – 26 novembre 1982       | UDC       |
|          | Joan Lerma (1951)            | 26 novembre 1982 – 3 luglio 1995          | PSPV-PSOE |
|          | Eduardo Zaplana (1956)       | 3 luglio 1995 – 9 luglio 2002 (dimessosi) | PPCV      |
|          | José Luis Olivas (1952)      | 24 luglio 2002 – 20 giugno 2003           | PPCV      |
|          | Francisco Camps (1962)       | 20 giugno 2003 – 20 luglio 2011           | PPCV      |
|          | Alberto Fabra (1964)         | 28 luglio 2011 – 27 giugno 2015           | PPCV      |
|          | Ximo Puig (1959)             | 27 giugno 2015 – 17 luglio 2023           | PSPV-PSOE |
|          | Carlos Mazón (1974)          | 17 luglio 2023 – in carica                | PPCV      |